# Bruno Santini
Bruno Santini (Firenze, 16 luglio 1958) è un attore e regista italiano.

## Biografia
Comincia la sua carriera giovanissimo, interpretando nella compagnia teatrale diretta da Dory Cei diverse commedie in vernacolo fiorentino, per poi prendere parte negli anni ottanta a spettacoli al fianco di Enrico Maria Salerno, Salvo Randone e Adriana Asti. Dal 1987 e fino al 1991 è autore e conduttore di molti programmi trasmessi su Rai Radio 2 "Spazio Toscana" e nella stessa sede Rai di Firenze è attore in un centinaio di radiodrammi.
Attivo anche come attore cinematografico, interpreta il ruolo del sindaco nel film Il ciclone di Leonardo Pieraccioni, che lo dirige poi in altre quattro pellicole; partecipa anche a molti sceneggiati Rai e Mediaset. Come regista, firma, tra gli altri, il documentario Saluti e baci da Champs sur le Bisence, dedicato a Carlo Monni e distribuito da CGHV. Presta la voce a molti spot pubblicitari e documentari ed è stabilmente tra i lettori del Libro Parlato dell'UIC.
Dopo due testi di saggistica, nel 2013 inventa il personaggio di Stravideo, protagonista di libri per l'infanzia. Dal 1995 conduce la trasmissione settimanale InformaCoop, realizzata dall'Unicoop Firenze e trasmessa su varie reti locali. È, inoltre, giornalista pubblicista dal 1990.

## Filmografia

### Attore

#### Cinema
- Il mostro di Firenze, regia di Cesare Ferrario (1986)
- Empoli 1921 - Film in rosso e nero, regia di Ennio Marzocchini (1994)
- I laureati, regia di Leonardo Pieraccioni (1995)
- Il ciclone, regia di Leonardo Pieraccioni (1996)
- A spasso nel tempo, regia di Carlo Vanzina (1996)
- Fuochi d'artificio, regia di Leonardo Pieraccioni (1997)
- Il più lungo giorno, regia di Roberto Riviello (1997)
- Il pesce innamorato, regia di Leonardo Pieraccioni (1999)
- Lucignolo, regia di Massimo Ceccherini (1999)
- Al momento giusto, regia di Giorgio Panariello e Gaia Gorrini (2000)
- Né terra né cielo, regia di Giuseppe Ferlito (2001)
- Ti amo in tutte le lingue del mondo, regia di Leonardo Pieraccioni (2005)
- L'aria salata, regia di Alessandro Angelini (2006)
- Piove sul bagnato, regia di Andrea Muzzi e Andrea Bruno Savelli (2009)
- Basta poco, regia di Andrea Muzzi e Riccardo Paoletti (2014)
- Banana, regia di Andrea Jublin (2015)
- Super Jesus, regia di Vito Palumbo (2021) [1]
- Quel genio del mio amico, regia di Alessandro Sarti (2021)
- Il sesso degli angeli, regia di Leonardo Pieraccioni (2022)
- Doppio passo, regia di Lorenzo Borghini (2023)[2]

#### Televisione
- Mio padre è innocente, regia di Vincenzo Verdecchi – miniserie TV (1997)
- Questa casa non è un albergo – serie TV (2000)
- Hotel Otello, regia di Andrea Biagini e Leonardo Scucchi – miniserie TV (2000)
- La squadra – serie TV (2001)
- Vivere – soap opera (2001)
- Carabinieri – serie TV (2003-2004-2006-2007)
- Cuore contro cuore – serie TV (2004)
- Un posto tranquillo – serie TV (2005)
- Orgoglio – serie TV (2006)
- Nati ieri – serie TV (2006)
- Distretto di Polizia – serie TV (2006)
- Sottocasa – soap opera (2006)
- R.I.S. - Delitti imperfetti – serie TV, episodio 4x17  (2008)
- Il commissario Manara – serie TV (2009)
- Crimini bianchi – serie TV (2009)
- Il mostro di Firenze, regia di Antonello Grimaldi – miniserie TV (2009)
- Viso d'angelo, regia di Eros Puglielli – miniserie TV (2011)
- La ragazza americana, regia di Vittorio Sindoni  – miniserie TV (2011)
- Benvenuti a tavola - Nord vs Sud – serie TV (2012)
- Caruso, la voce dell'amore, regia di Stefano Reali – miniserie TV (2012)
- Il caso Enzo Tortora - Dove eravamo rimasti?, regia di Ricky Tognazzi – miniserie TV (2012)
- Come un delfino 2, regia di Stefano Reali – serie TV (2013)
- I delitti del BarLume, regia di Eugenio Cappuccio – serie TV (2013)
- Rimbocchiamoci le maniche, regia di Stefano Reali – serie TV (2016)
- Scomparsa, regia di Fabrizio Costa – serie TV (2017)
- Tutto può succedere 3, regia di Lucio Pellegrini – serie TV (2018)
- Non dirlo al mio capo 2, regia di Riccardo Donna – serie TV (2018)
- Nero a metà 2, regia di Luca Facchini – serie TV (2020)
- Panariello Conti Pieraccioni Show, regia di Giorgio Panariello, Carlo Conti e Leonardo Pieraccioni – adattamento TV (2020)
- Alighieri Durante, detto Dante[3], regia di Graziano Conversano – documentario (2020)
- L'amica geniale 3, regia di Daniele Luchetti – serie TV (2022)
- Lea, un nuovo giorno, regia di Isabella Leoni – serie TV, 5 episodi (2022)
- 1492. L'America e non solo, regia di Graziano Conversano - documentario (2023)
- Lea, i nostri figli, regia di Fabrizio Costa – serie TV (2023)
- Luce dei tuoi occhi, regia di Fabrizio Costa – serie TV, episodi 2x03-2x05-2x06 (2023)
- Sempre al tuo fianco, regia di Marco Pontecorvo e Gianluca Mazzella - serie TV (2024)
- Tutto quello che ho, regia di Monica Vullo e Riccardo Mosca – miniserie TV (2025)

### Regista
- Sulle rotte di "Berlinguer ti voglio bene", co-regia con Fabrizio Nucci – documentario (2006)
- Da bidibodibu a patapitumpa, co-regia con Fabrizio Nucci – documentario (2008)
- ...e nel mezzo scorre il Bisenzio, co-regia con Leonardo Scucchi – documentario (2010)
- Saluti e baci da Champs sur le Bisence, co-regia con Fabrizio Nucci (2014)
- Il Ciclone... oggi - Ricordi e ritagli di un film evento, co-regia con Leonardo Scucchi – documentario (2016)

## Teatro
- Fiorentini a Viareggio di Dory Cei, regia di Dory Cei (1977)
- Pensione Tranquillità di Dory Cei, regia di Dory Cei (1978)
- La signorina Stella di Dory Cei, regia di Dory Cei (1978)
- L'assassino è tra il pubblico di Dory Cei, regia di Dory Cei (1979)
- Il magnifico cornuto di Fernand Crommelynck, regia di Enrico Maria Salerno (1980)
- Io, l'erede di Eduardo De Filippo, regia di Enrico Maria Salerno (1981)
- Ramon il mercenario di Luigi Santucci, regia di Lamberto Puggelli (1981)
- Pane altrui di Ivan Sergeevič Turgenev, regia di Nello Rossati (1983)
- La vedova scaltra di Carlo Goldoni, regia di Giorgio Ferrara (1983)
- Enrico IV di Luigi Pirandello, regia di Nello Rossati (1986)
- Le nuvole di Aristofane, regia di Marcello Aste (1992)
- Don Chisciotte di Michail Afanas'evič Bulgakov, regia di Riccardo Sottili (1992)
- L'acqua cheta di Augusto Novelli, regia di Beppe Ghiglioni (1993)
- Tanto stanotte si va via di Bruno Santini, regia di Bruno Santini (1995)
- La mia rivoluzione in riva al Bisenzio di Bruno Santini, regia di Bruno Santini (2005)
- L'acqua cheta - Il musical di Augusto Novelli, regia di Sandro Querci (2012)
- Il cappello di paglia di Firenze di Eugene Labiche, regia di Sandro Querci (2016-2017)
- Panariello Conti Pieraccioni Show di Giorgio Panariello, Carlo Conti e Leonardo Pieraccioni
- La tenda la vela di Davide Rondoni, regia di Giancarlo Cauteruccio (2024)

## Radio
- Cocktail d'estate (Rai Radio Due, Spazio Toscana, 1987)
- Coniugi di professione (Rai Radio Due, Spazio Toscana, 1988)
- Per saperne di più (Rai Radio Due, Spazio Toscana, 1988)
- Cocktail d'estate 2 (Rai Radio Due, Spazio Toscana, 1989)
- Io sconfesso (Rai Radio Due, Spazio Toscana, 1989)
- Coniugi di professioni 2 (Rai Radio Due, Spazio Toscana, 1989)
- Cocktail d'estate 3 (Rai Radio Due, Spazio Toscana, 1989)
- Nerosubianco (Rai Radio Due, Spazio Toscana, 1991)
- Rinascimento in nero - Lorenzino de' Medici (Rai Italia Radio, 2010)
- Rinascimento in nero - Ippolito de' Medici (Rai Italia Radio, 2010)

## Opere letterarie
- Bruno Santini, Tanto stanotte si va via, Titivillus, 1995.
- Bruno Santini, Sulle rotte di "Berlinguer ti voglio bene", NTE, 2007.
- Bruno Santini, Il gusto delle parole - Sangue, Romano editore, 2010.
- Bruno Santini, Da bidibodibu a patapitumpa, NTE, 2010.
- Bruno Santini, Strano il signor Stravideo, Sarnus, 2013.
- Bruno Santini, Lo strano mondiale del Signor Stravideo, Sarnus, 2014.
- Bruno Santini, Un nuovo amico per il Signor Stravideo, Sarnus, 2015.
- Bruno Santini, Si stava meglio quando si stava peggio?, Sarnus, 2017.
- Bruno Santini, Profumo di boom, Sarnus, 2022.